# 女性與電子遊戲
女性與電子遊戲間的關係已經受到學術、企業和社會的廣泛關注。自1990年代以來，女性玩家通常被視為是少數，但調查顯示、隨著時間的推移有增多的趨勢，至2010年代時、女性玩家已佔所有玩家數量的一半。電子遊戲中的性別表徵、電子遊戲中的性別歧視主義及性騷擾皆是構成電子遊戲文化中的一部份。
提倡增加女性玩家數量的倡議者強調，女性玩家的權利在電子遊戲這塊發展最迅速的文化領域、又有尚未開發的龐大女性玩家市場中遭到剝奪。這使得更多女性投身媒體並改善了廣告中的性別刻板印象，也增加了更多的女性遊戲製作人，包括遊戲開發者、程式設計師和遊戲製作人。
遊戲中的女性角色的設計常常性感化，但消費者對此並不總是買帳。一項於2020年進行、涵蓋2,006名年紀超過16歲、橫跨英國與美國的電玩玩家的調查顯示，62%的女性玩家及50%的男性玩家認為遊戲的女角經常被過度性化。

## 女性玩家的數量

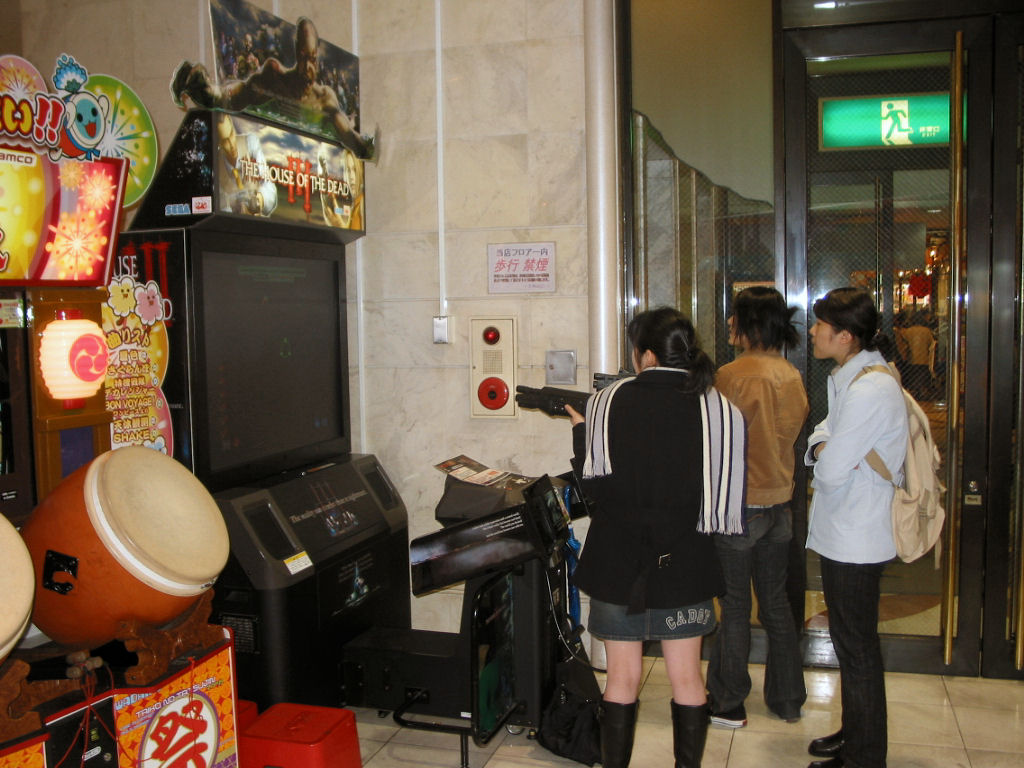
正在玩射擊遊戲的日本女性。攝於2006年

參與遊戲的女性人口不斷增长。根據娛樂軟體協會的調查，美國玩家中的女性比例從2010年的40%增至2014年的48%。儘管當今的男性玩家仍主導著發聲管道，但男性和女性的玩家數量是平衡的，反映人類性別比。
2008年，一項皮尤研究中心對青少年的研究指出，有65%的男性和35%的女性自認是玩家，年紀越輕、比例越高。研究發現，大多數遊戲的玩家在性別上都很平均；但相較於成年女性，成年男性更常玩遊戲機遊戲。不过，這個領域也正向性别平等發展：2013年，任天堂的報告指出有一半的用戶為女性；2015年，另一份皮尤研究中心的調查發現、有42%的美國女性和37%的美國男性擁有電子遊戲機。2013年，《綜藝》雜誌報告指出女性玩家的參與度會隨著年紀增長而提升，在45歲至64歲的受訪者中，有61%的女性是玩家，而男性为57%。
英國非營利組織Ukie在2015年中進行的調查顯示，有42%的英國玩家是女性。

### 數據蒐集
有多個組織會定期蒐集女性電子遊戲玩家的相關數據。美國娛樂軟體協會（ESA）不晚于1997年开始蒐集。加拿大的加拿大娛樂軟體協會（ESAC）則从2006年开始。其他組織如澳大利亞/紐西蘭的互動遊戲&娛樂協會（Interactive Games & Entertainment Association）自2005年起每半年會蒐集和發布一次。在歐洲，歐洲互動軟體聯盟和許多較小的組織如比利時娛樂協會、NVPI和英國互動娛樂協會自2012年起蒐集。另外也有各種機構如遊戲新聞和文化作家對女性玩家進行過一次性的市場調查。
受到長期追蹤的並非只有女性的遊戲人口數據，而是廣佈於遊戲的各個方面。十多年來、像ESA和ESAC這樣的團體蒐集了電子遊戲消費者的性別，並依照年齡層做區分。ESAC更深入報導不同年齡層間的男性和女性消費者在遊戲市場上的表現。此外也有各種不同類型的統計數據，但並非週期性研究。
| 國家/地區  | 研究機構 | 2012年的比例 （女：男） | 2016年的比例 （女：男） |
| ---------- | -------- | ----------------------- | ----------------------- |
| 澳大利亞   | IGEA     | 47 : 53                 | 47 : 53                 |
| 加拿大     | ESAC     | 46 : 54                 | 49 : 51                 |
| 中國       | 17173    | 27 : 73                 | 無數據                  |
| 日本       | 17173    | 66 : 34                 | 無數據                  |
| 南韓       | 17173    | 37 : 63                 | 無數據                  |
| 紐西蘭     | IGEA     | 46 : 54                 | 46 : 54                 |
| 美國       | ESA      | 47 : 53                 | 41 : 59                 |
| 歐洲       | ISFE     | 45 : 55                 | 無數據                  |
| 奧地利     | ISFE     | 44 : 56                 | 無數據                  |
| 比利時     | ISFE     | 46 : 54                 | 無數據                  |
| 捷克共和國 | ISFE     | 44 : 56                 | 無數據                  |
| 丹麥       | ISFE     | 42 : 58                 | 無數據                  |
| 芬蘭       | ISFE     | 49 : 51                 | 無數據                  |
| 法國       | ISFE     | 47 : 53                 | 52 : 48                 |
| 德國       | ISFE     | 44 : 56                 | 49 : 51                 |
| 大不列顛   | ISFE     | 46 : 54                 | 58 : 42                 |
| 義大利     | ISFE     | 48 : 52                 | 無數據                  |
| 荷蘭       | ISFE     | 46 : 54                 | 無數據                  |
| 挪威       | ISFE     | 46 : 54                 | 無數據                  |
| 波蘭       | ISFE     | 44 : 56                 | 無數據                  |
| 葡萄牙     | ISFE     | 43 : 57                 | 無數據                  |
| 西班牙     | ISFE     | 44 : 56                 | 55 : 45                 |
| 瑞典       | ISFE     | 47 : 53                 | 無數據                  |
| 瑞士       | ISFE     | 44 : 56                 | 無數據                  |

### 歷史數據
- 1982年5月，社會學家西德尼·J·卡普蘭（Sidney J. Kaplan）的報告中指出街機玩家的性別比例大約是男性80%、女性20%.[23]
- 1983年，約翰·特林考斯發表的研究結果、指出電子遊樂場內的街機玩家的性別比例是8（男）比3（女）。[24][25]
- 1983年，Coleco執行長在波士頓電腦學會（英语：Boston Computer Society）中表示，基於ColecoVision的新款Coleco Adam的目標客群是「8歲至16歲的男孩以及他們的父親，我們相信這兩類的顧客是電腦的主力消費者」，當聽眾噓聲以對時，他補充說、這樣的銷售策略是基於市場調查的。[26]
- 1988年，《玩物》雜誌報導，女性在電子遊戲用戶中佔了所有玩家的21%。[27]
- 1988年，任天堂發布的研究報告表明，在美國、FC遊戲機的玩家中有27%是女性。[28]
- 1993年，《電腦遊戲世界》雜誌的自我調查報告顯示、女性讀者佔了7%。[29]
- 1994年，《電動遊戲》的一項調查報告顯示，在美國女性遊戲玩家中、Mega Drive是最受歡迎的，佔有率達75%，其次是超級任天堂（58.3%）、Game Boy（58%）和MS-DOS（50%）。[30]
- 1997年，美泰兒發售芭比時裝設計師（ Barbie Fashion Designer），銷售量超過60萬套，該遊戲被認為是提升女性對遊戲設計的興趣的重要一步。[31]
- 1998年，波士頓環球日報報導，為年輕女性所設計的電子遊戲如雨後春筍般出現，例如《美國女孩初登場（英语：The American Girls Premiere）》。[32]

## 玩家的自我認同
有48%的美國女性曾經玩過至少一款電子遊戲，但僅有6%認為自己是個玩家，相形之下、認為自己是玩家的男性有15%。在18至29歲的女性中，這個比例上升至9%，而同年齡層的男性數據是33%。有一半的美國女性電腦遊戲玩家自認是核心玩家或鐵桿玩家。2012年，電子娛樂設計與研究的調查發現，近60%的女性玩家會在行動裝置上玩遊戲，而其中有63%的女性行動遊戲玩家玩的是線上多人手機遊戲。

## 類型偏好
玩家的性別可能會導致他們對遊戲的喜好程度產生差異。男性遊戲設計師宮本茂和席德·梅爾皆表示、儘管自己已經從事遊戲設計師一職十多年了，自己的妻子卻始終對電子遊戲興致缺缺 。男性喜歡快節奏、具動作感及戰鬥要素的遊戲，女性則傾向於遊戲內的溝通、人際關係、角色發展和故事情節，調查也顯示比起第一人稱射擊遊戲，女性更喜歡電子角色扮演遊戲。史丹佛大學的湯瑪斯·W·瑪隆發現女性玩家比起受男性歡迎的飛鏢模擬遊戲，更喜歡猜單詞遊戲。
不同性別玩家的喜好也會受遊戲故事的線性與否而影響。儘管並非完全準確，但女性通常喜歡由故事驅動的遊戲或建造類遊戲，例如模擬市民系列或文明帝國系列。2003年，《綜藝》雜誌報告表示，有30%的女性在玩暴力遊戲，在這30%中，有20%在玩《決勝時刻系列》、15%在玩《俠盜獵車手系列》，有些是動作冒險遊戲和大型多人線上角色扮演遊戲，如《魔獸世界》和《第二人生》的資深玩家。與男性相比、MMORPG裡的女性玩家比起達成遊戲內的成就、往往更重視遊戲內的社群互動，這種對社群互動的強調不僅侷限於遊戲本身：2009年，刊載於《傳播學刊》上的一個研究指出，61%的MMORPG玩家在玩遊戲時有人相伴，但男性只有24%。
起初、電子遊戲及其廣告在性別上並無明顯偏頗，但隨著1983年的美國遊戲業蕭條，廣告開始將年輕的男性做為目標受眾。雖然《迷霧之島》和《模擬市民系列》等遊戲的商業廣告也吸引了女性，但有些人不認為這些遊戲是遊戲主流。評論家尹恩·伯格斯特評論：「我們正在尋找遊戲市場中缺乏多元性的地方，那些正是最具價值的遊戲」。遊戲研究產業中缺乏女性從業人員也可能使研究結果遭受曲解。Joystiq的Kevin Kelly表示，當男性開發者採用焦點訪談小組和研究所得的數據來判定女性玩什麼遊戲時、會使循環論證特別顯著。在以市場調查的數據為基礎並設計了一款糟糕的遊戲之後，遊戲在兩種性別間的流行差異可能肇因於不正確偏見，從而導出「女孩不玩遊戲」的錯誤結論、並阻止他們進一步地探訪真正的原因，例如遊戲品質差或可玩性不足。雖然市場調查和數據分析十分重要，但Kelly不認為這可以做為如何設計一款受女性歡迎的遊戲的製作指南。這個論點也指出強調市場調查的研究容易受研究的參與者扭曲。例如對戰後嬰兒潮世代的男性玩家所做的研究中，玩家對暴力特別反感，這個結果可能會導致不正確的結論——男性不喜歡暴力遊戲.。有人則建議開發者可以透過讓女性透過小組聚會的模式提出感想和修改建議，並歸納出不同小組間的相同意見，進而得知女性在遊戲中追求的是什麼。
在過去、女孩電子遊戲通常用來指以如《嬰兒用品俱樂部》、《芭比娃娃》、《南西·德魯》等其它媒體作品中常見的女性向元素構成的遊戲，與通常受男性所喜愛的運動類遊戲、模擬駕駛類遊戲、角色扮演遊戲和第一人稱射擊遊戲作出區隔。然而，隨著女權主義慢慢地在企業界中開展、「女孩的遊戲由女孩創造」的概念被企業接受，這種情況逐漸地改善，也出現了如她的互動、矽姊妹、紫月等由女性創立、且多數員工為女性的遊戲開發公司，針對女性的心理、興趣、認知和文化設計遊戲、強調這些女孩想要的遊戲與男孩想要的遊戲是從根本上完全不同的，以祈喚醒一個僅有女性的遊戲市場。
在網咖使用者的遊戲習慣研究中顯示，在韓國、已經可以見到女性公開地玩例如《天堂》之類的遊戲，不過在其他亞洲國家仍是不常見的；塔麻可吉在日本被視為是中性的、但在西方則被當作女孩的遊戲。還有一些例子顯示、女性趨勢會產生跨國、跨文化的影響，例如《天堂》的韓國女性玩家增加連帶使其在臺灣的女性玩家數量也增加。在日本可愛文化的影響下、讓女孩開始接觸遊戲，這股風潮也吹到鄰近的台灣和中國（這兩個國家的玩家以前較關注MMORPG，且相較於對兒子、家長對女兒的規範更嚴格）。

## 遊戲技巧
遊戲大賽的專業性和對遊戲控制能力的高度要求已經被證實會阻礙女性對一款遊戲的興趣。已有論述表明，遊戲內教學的助益效果沒有性別差異，且任天堂的Wii遙控器、微軟的Kinect和各種遊戲控制器會影響玩家的選擇，玩家會選擇讓自己玩起來更簡單、讓遊戲更公平的控制器，任天堂發布的Wii使這種趨勢繼續延續。萊·亞歷珊卓認為吸引女性玩家並不一定會降低遊戲的困難度或複雜性。2012年，《邊緣禁地2》的開發團隊因為將遊戲中的「困難」模式命名為「女朋友模式」而倍受批評。男性和女性在反應力或遊戲成績上差異可能會受到性別以外的因素所影響。在
《電腦介導通訊雜誌》（journal of Computer-Mediated Communication）於2016年發表的一份研究中、研究人員發現，在控制了諸如遊戲時間與公會成員數量等因素後，女性玩家和男性玩家的《無盡的任務2》和《劍俠情緣網路版參》這兩款遊戲中的表現不分軒輊。

### 電子遊戲中的性別歧視
2015年的一項研究發現，《最後一戰3》裡遊戲技術較差的男性玩家會對具有女性聲音的隊友抱有更高的敵意，但對具有男性聲音的隊友則相對沉穩而尊重。另一方面、遊戲技術較高超的男性玩家會積極地與女性玩家應對。作者認為這種敵意可以用演化心理學解釋，並寫道：「女性在遊戲中的優異表現會引發男性在階級認知上的混亂，由於男性喪失了優勢地位、因此產生敵意。」
2012年，快打旋風 X 鐵拳玩家ArisBakhtanians批評遊戲社群內缺乏女性玩家，並評論：「性騷擾是這裡的文化之一，你若把它去除、這裡就稱不上格鬥遊戲社群了。」 他之後為這則評論致歉。

### 電子競技中的女性
頂尖的女性遊戲玩家主要在僅限女性參加的電子競技中受到矚目，包括《反恐小組系列》、《生死格鬥4》、《星海爭霸II：自由之翼》等遊戲競賽。加拿大的《星海爭霸II》玩家史卡蕾特 (玩家)在IGN職業聯盟4的公開預選賽中因擊敗頂尖韓國玩家而一鳴驚人。她是少數可以和韓國男性玩家勢均力敵的非韓國玩家。
2014年，《爐石戰記：魔獸英雄傳》在芬蘭的錦標賽僅開放男性玩家註冊，主辦方因而飽受批評。這是由於該錦標賽是國際電子競技聯合會世界錦標賽的預賽，而該賽事僅限男性參加，芬蘭錦標賽為了防止女性在奪得冠軍後無法參與世界錦標賽，因此設下這道禁令。國際電子競技聯合會最終取消了所有參賽者的性別限制，而芬蘭的預賽限制也因此取消。
2015年12月，Kayla "Squizzy" Squires成為首位在《決勝時刻系列》澳大利亞地區世界聯盟中取得職業資格的女性玩家。
《英雄聯盟》玩家Maria (Sakuya) Creveling在2015年挑戰者聯賽夏季常規賽從她的隊伍、即將參加2016年北美英雄聯盟冠軍聯賽（NA LCS）春季賽的Renegades拆夥，並成為首位在NA LCS上一展身手的女性及跨性別玩家。

## 遊戲業界中的女性
據1989年刊於《綜藝》雜誌上的報導，遊戲業界裡只有3%的女性。2013年，Lionhead Studios的創意總監Gary Carr預測、未來五至十年內，女性在遊戲業的從業人數將可望提升至50%。根據Gamasutra在2014所做的遊戲產業從業者薪資調查顯示，從事相同的工作時、美國女性平均比男性少賺14%。其中女性遊戲設計師具有最接近的工資，僅相差4%，女性音效師的工資則和男性相差32%，相差最多。
較知名的女性遊戲從業人員包括珍·簡森，《狩魔獵人》的設計師；余國荔，遊戲引擎程式設計師；凱莉·聖迪亞戈，《流》和《花》的製作人；捷德·雷蒙德，《刺客教條》的製作人；下村陽子，最著名的女電子遊戲作曲家，《街頭快打》、《快打旋風II》、《王國之心》等暢銷作品的作曲者。

### 支援團體
Women In Games Special Interest Group 是國際遊戲開發者協會轄下的一個特別小組，力圖促進遊戲業界、工作場所和市場環境中的性別平等。它為遊戲業中的人士提供相關資源和支持，或促進該領域產生更吸引女性入行的動機。此外還會長期統計遊戲業界中的女性從業人口，觀察其消長。
Women in Games International成立於2005年，致力於促進全球遊戲業界對女性從業者的包容性。組織的基本信念是促進與電子遊戲開發相關的媒體、教育場所和工作場所能更性別平等且性別友善，進而讓更多的消費者享受到更好的遊戲。
Women In Games Jobs是一個透過大力支持女性角色典範與提供在遊戲領域工作的女性會感興趣之訊息來促進女性在遊戲中的地位在維持穩固的同時又能提升的組織。該組織於2011年6月2日依據英國2006年公司法成立，為非營利性或公眾利益公司。遊戲開發商近年來一直力圖平衡開發團隊與遊戲機使用者的性別比例，有越來越多的女性玩家開始使用 Wii和任天堂DS。除了增長女性對遊戲業界的興趣以外、更企圖消除女性在傳統的遊戲中所受到的汙名。

## 電子遊戲實況裡的女性
女性和遊戲實況的關係一直是坎坷不平的。當YouTube和Twitch推出影片直播服務、且越來越受歡迎後，女性玩家開始投入其中，許多知名的實況主都藉著這次的實況革命而崛起，例如Hafu、 Glitterlanced和Sovitia。遊戲實況主Geneviève Forget在Kotaku的採訪中表示：「在我實況的時候、的確常會有與性相關的騷擾，有些觀眾並不是想看我實況遊戲、也不專注於我的實況，只是在談論我的外表，我只能盡可能地把話題拉回遊戲實況。」
女性遊戲實況主最常受到的批評就是使用像Twitch這樣的平台做為軟調色情網路聊天室的替代品、並在實況中以性暗示行為謀取贊助，而男性玩家的支持便是助長這種行為的主要源頭。29歲的Twitch實況主Vivyan Andrew在Kotaku的訪問中提到：「沒錯、如果妳是個女人、且妳在進行實況，那這種行為很容易被誤解成妳是在尋求大眾的注意、或/並運用妳的『資產』來尋求贊助，而當實況主的外表所能帶給觀眾的超過實況所產生的樂趣時，誤解很容易便會產生。」
MMOs.com的Terence Chiang撰文表示：「我們的社會文化已經將遊戲視為是男人的愛好了，電腦、科技的領域通常被視為是男性的天下」。這種根深蒂固的文化會使女性將遊戲當作消遣被視為一件難事。研究發現、有52%的玩家是女性，但由於遊戲是較男性氣質的刻板印象之故，此一現象在主流文化中不甚明顯。

## 性別差異
評論家認為女性對電子遊戲興致缺缺可能和電子遊戲中的女性形象過於負面、及專業和鐵桿玩家表現出來的厭女態度息息相關。在2012年一起遊戲業從業的女性在Twitter上的討論中，主題標籤#1reasonwhy指出，包括過度強調女性角色的性徵、忽略對女性而言重要的議題、職場性騷擾、因性別而異的同工不同酬現象皆是在遊戲業界中常見的性別歧視。
儘管遊戲性、遊戲技巧或類似的遊戲元素通常是中性的，不過遊戲的表現方式卻與性別有強烈的關係。具體而言、由於遊戲通常被視為是幻想的、逃避現實的，而其中的角色如果與玩家具有相同的性別，則更容易讓玩家帶入，產生同理心與角色認同。 無論男性玩家或女性玩家都希望遊戲能更寫實，且如果角色的性別更具真實感、則玩家能對投入更多認同。2009年、一份發布於《新媒體與社會》上的學術研究發現，電子遊戲中有85%的可玩角色是男性 。Erin Hamilton認為問題出在將女性化和女性主義嵌入一款優秀的電子遊戲中並不容易，當女性角色出現在電子遊戲中時，無論男性或女性玩家都認為她們在視覺上傳遞出不切實際的身體形象、還有不健康的、刺激性慾的和暴力的訊息 。刻板陳舊的、且通常並不帶有諷刺涵義的女性角色表現──例如咯咯咯地傻笑或是愣在那兒什麼都不幹──會導致小孩（特別是認同該女性角色的女孩）認為這是女孩子該有的言行舉止。此外、讓蘿拉·卡芙特之類 衣著暴露的女性角色在電子遊戲裡賣弄性感是不會受到部份女性歡迎的。
縱使遊戲角色過度性化、而一些男性玩家也已成為電子遊戲中對女性玩家的騷擾源頭，但遊戲業界裡的男性從業人員也認同遊戲中的女性過度性化的問題。還有部份男性玩家認為，電子遊戲中對女性角色的性化也同樣適用於男性，而如果在合適的情境下、這些於電子遊戲中對男性或女性在性上的描寫是可以被接受的。
性感化的女性角色並不總是受玩家歡迎和喜愛。一項於2020年進行、涵蓋2,006名年紀超過16歲、橫跨英國與美國的電玩玩家的調查顯示，62%的女性玩家及50%的男性玩家認為遊戲的女角經常被過度性化。

### 影響
將電子遊戲視為一種藝術形式的概念是在2000年後半興起的，美國國家藝術基金會在2011年5月認定遊戲是一種藝術形式。舉例而言、在將電子遊戲視為文化產品並將電玩產業視為文化產業的觀點中，女性在業界裡的聲量和受遊戲啟發後參與文化對話的管道在這個媒體裡都是受到剝奪的。從教育的角度看來，某些遊戲類型特別缺乏女性的玩家──例如第一人稱射擊遊戲有助於提升空間掌握的能力──會使得不同性別者在能力的差異更加明顯。而遊玩電子遊戲也為兒童提供了接觸和學習電腦或電子器材的機會，進而使男性在電子遊戲和電腦科學的領域獲得更進一步發展。隨著科學技術和網際網路在21世紀後日趨重要，女性在電子遊戲領域的缺席可能會導致女性喪失了部份的相關工作機會。

### 應對
在遊戲開發團隊裡的從業人員多數是男性，研究人員發現、增加女性玩家的有效方法之一便是讓作者的身份成為誘因，例如為了回應支持者要求而將《哈利·波特》系列遊戲裡的妙麗·格蘭傑設計為可玩角色。而解決女性玩家在文化上的刻板印象問題的方法之一是直接干涉業界，例如安排女性進入這個行業：諸如WomenGamers.com和Sony's G.I.R.L.等組織試圖向女性玩家提供獎學金驅使她們進入遊戲開發業遊戲開發商如Check Six Games、Her Interactive、Silicon Sisters和Purple Moon都曾公開徵求女性遊戲設計師與遊戲程式設計師。
面對產業的未來，許多研究人員認為遊戲業應該要改採性別中立的作法，而另一部份的人則呼籲應該特別針對女性。最早嘗試將市場拓展到女性方面的例子之一是Sega，該企業旗下的格鬥遊戲中出現越來越多的女性角色。其它的例子包括《質量效應3》、《記憶駭客》、《最後生還者》等可讓玩家選擇女性作為主角的遊戲。 不過、將強勢女性編排為主要角色的做法卻也常受到注重銷售量的人士所懷疑。
例如在2012年及2013年的E3上，IGN的數據顯示電子遊戲中的女性主角在2012年至2013年期間成長了4%。除了越來越多團隊朝著製作有女性角色的遊戲的方向前進，其它形式的努力也已經發生。例如Women in Games International和大洛杉磯地區的女童軍合作推出電子遊戲更新檔，以祈女童軍能提升對科學、技術、工程和數學的興趣。在斯堪地那維亞、有為了使女性參與遊戲而舉辦的LAN party。

## 相關內容
- 宣傳模特兒
- 電腦領域中的女性

## 延伸閱讀
- Beck, John C., and Mitchell Wade. "Got Game How the Gamer Generation Is Reshaping Business Forever". New York: Harvard Business School P, 2004.
- Bryce, J. and J. Ruttner, "The Gendering of Computer Gaming: Experience and Space", in S. Fleming & I. Jones, Leisure Cultures: Investigations in Sport, Media and Technology, Leisure Studies Association, 2003, pp. 3–22.
- Cassell, J. and H. Jenkins, From Barbie to Mortal Kombat: Gender and Computer Games. Boston: MIT Press, 1998.
- Kafair, Yasmin B., Carrie Heeter, Jill Denner, and Jennifer Y. Sun, eds. Beyond Barbie & Mortal Kombat: New Perpsectives on Gender and Gaming. Boston: The MIT Press, 2008.